# Candingasinan
Candingasinan is een bestuurslaag in het regentschap Purworejo van de provincie Midden-Java, Indonesië. Candingasinan telt 1591 inwoners (volkstelling 2010).